# Prvenstvo Anglije 1937
Prvenstvo Anglije 1937 v tenisu.

## Moški posamično
Don Budge :  Gottfried von Cramm, 6-3, 6-4, 6-2

## Ženske posamično
Dorothy Round Little :  Jadwiga Jedrzejowska, 6-2, 2-6, 7-5

## Moške dvojice
Donald Budge /  Gene Mako :  Pat Hughes /  Raymond Tuckey, 6–0, 6–4, 6–8, 6-1

## Ženske dvojice
Simone Mathieu /  Billie Yorke :  Phyllis King /  Elsie Goldsack Pittman, 6–3, 6–3

## Mešane dvojice
Alice Marble  /  Don Budge :  Simone Mathieu /  Yvon Petra, 6–4, 6–1